# Diagourou
Diagourou este o comună rurală din departamentul Téra, regiunea Tillabéri, Niger, cu o populație de 39.861 de locuitori (2001).